# Руки Орлака (фільм, 1960)
«Руки Орлака» (англ. The Hands of Orlac) — британсько-французький науково-фантастичний фільм жахів 1960 року.

## Сюжет
Піаніст Орлак в результаті авіакатастрофи втрачає свої руки. Його наречена Луїза веде його до доктора Волшета, який пересаджує йому нову пару рук. Але руки належали вбивці, якого щойно повісили. Відкривши походження своїх нових рук, Орлак не може більше грати на піаніно, він помічає що руки починають вести своє життя і чинити злочини.

## У ролях
| Актор            | Роль                   |
| ---------------- | ---------------------- |
| Мел Феррер       | Стівен Орлак           |
| Крістофер Лі     | Неро, маг              |
| Дані Каррель     | Реджина / Лі-Ланг      |
| Люсіль Сен-Сімон | Луїза Кокрейн Орлак    |
| Фелікс Ейлмер    | доктор Френсіс Кокрейн |
| Едуард Гемме     | Огі                    |
| Дональд Вулф     | професор Волшет        |
| Дональд Плезенс  | Грем Коутс             |
| Мірей Перре      | мадам Аліберті         |
| Бейзіл Сідні     | Моріс Сейделман        |